# Satoshi Miyauchi
Satoshi Miyauchi (宮内 聡, Miyauchi Satoshi, Tokio, 26 november 1959) is een Japans voormalig voetballer die als middenvelder speelde.

## Clubcarrière
In 1975 ging Miyauchi naar de Teikyo High School, waar hij in het schoolteam voetbalde. Nadat hij in 1978 afstudeerde, ging Miyauchi spelen voor Furukawa Electric. Met deze club werd hij in 1985/86 kampioen van Japan. Miyauchi veroverde er in 1982 en 1986 de JSL Cup. In 10 jaar speelde hij er 114 competitiewedstrijden en scoorde 6 goals. Miyauchi beëindigde zijn spelersloopbaan in 1988.

## Japans voetbalelftal
Satoshi Miyauchi debuteerde in 1984 in het Japans nationaal elftal en speelde 20 interlands.

## Statistieken
| Japans voetbalelftal | Japans voetbalelftal | Japans voetbalelftal |
| Jaar                 | Wed.                 | Dlp.                 |
| -------------------- | -------------------- | -------------------- |
| 1984                 | 1                    | 0                    |
| 1985                 | 8                    | 0                    |
| 1986                 | 6                    | 0                    |
| 1987                 | 5                    | 0                    |
| Totaal               | 20                   | 0                    |